# Список найбільших битв за конвої Другої світової війни

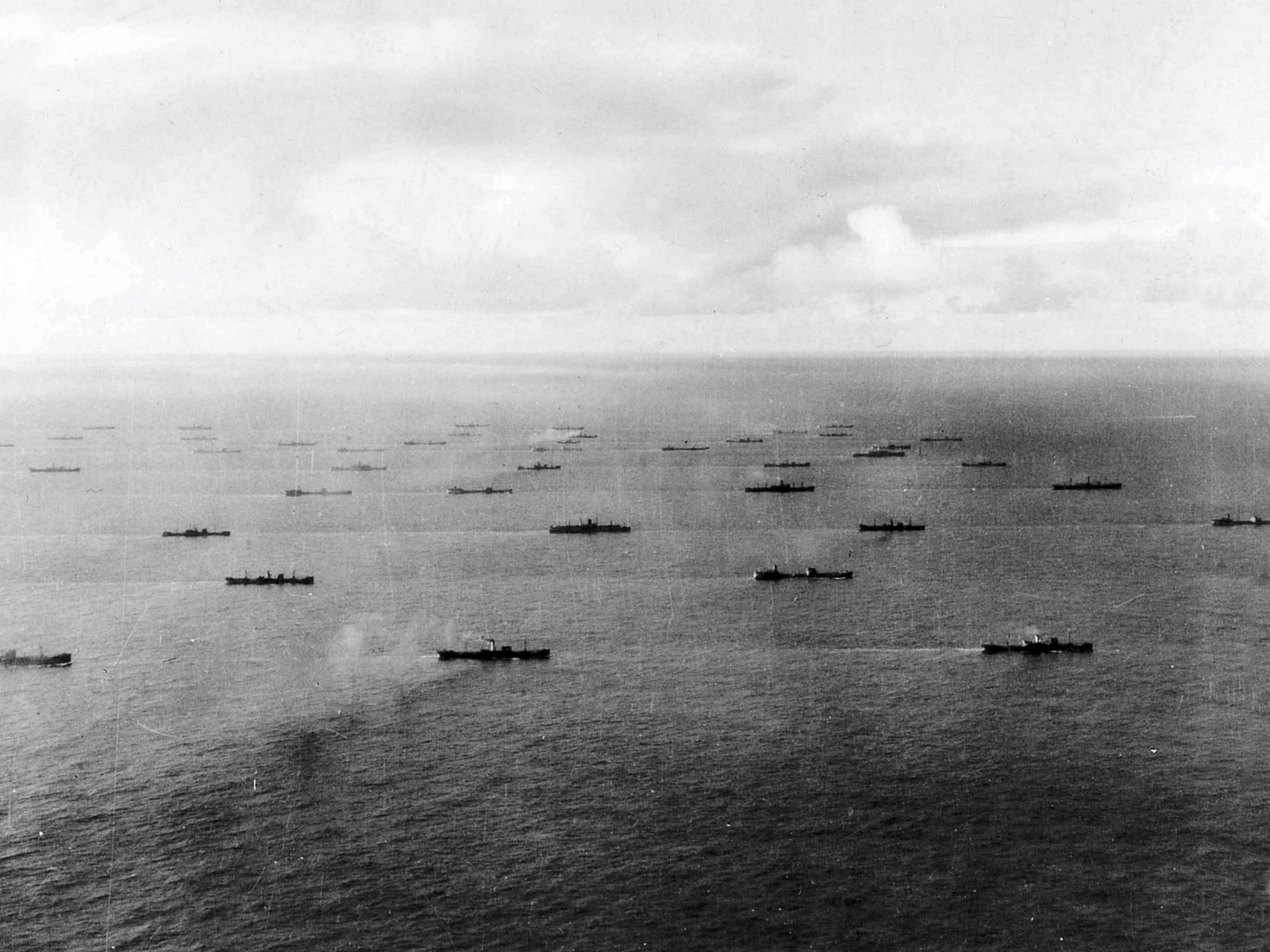
Транспортний конвой союзників в Атлантичному океані поблизу Ісландії. 1942

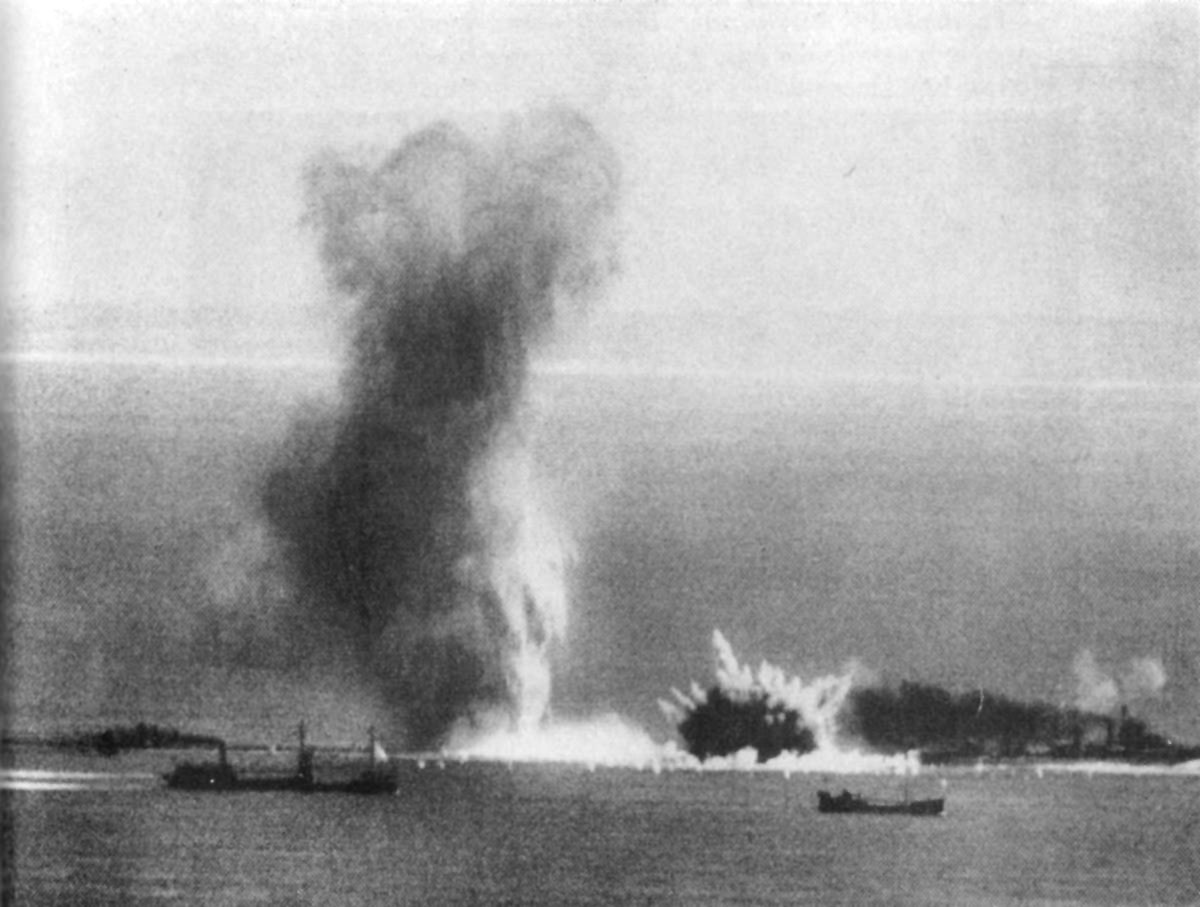
Атака німецьких пікіруючих бомбардувальників на британський конвой. 14 липня 1940 року

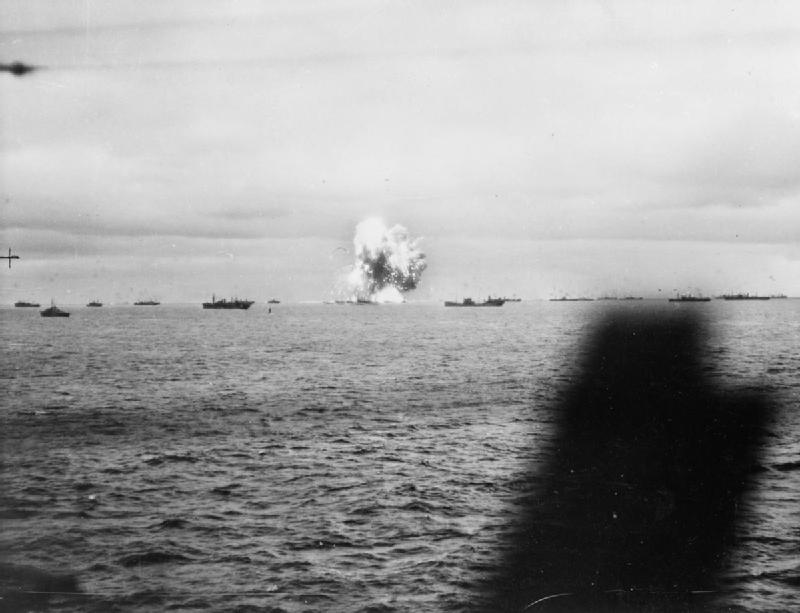
Вибух у складі арктичного конвою танкера з паливом

Список найбільших битв за конвої Другої світової війни — перелік союзних конвоїв торговельних і транспортних суден, які в роки Другої світової війни піддалися скоординованим атакам кораблів, особливо підводних човнів країн Осі, в першу чергу Крігсмаріне, а також військової авіації, внаслідок чого зазнали великих втрат.

## Список найбільших битв за конвої

### 1940
| Конвой | Кількість суден | Кількість кораблів ескорту | Дати атак          | Сили, що атакували              | Втрати конвою                                                                 | Втрати нападників |
| ------ | --------------- | -------------------------- | ------------------ | ------------------------------- | ----------------------------------------------------------------------------- | ----------------- |
| HX 65  | 51              | 7                          | 24-26 серпня 1940  | 5 U-Boot 12 літаків Люфтваффе   | 8 суден затоплені (57 656 тонн) та 3 пошкоджено (12 186 тонн)                 | немає             |
| HX 72  | 43              | 5                          | 20-22 вересня 1940 | 9 U-Boot                        | 11 суден потоплено (72 727 тонн) та 3 судна пошкоджені (18 178 тонн)          | немає             |
| SC 7   | 35              | 6                          | 16-19 жовтня 1940  | 7 U-Boot                        | 20 суден потоплено (79 592 тонни) та 6 суден пошкоджені (22 662 тонни)        | немає             |
| HX 79  | 50              | 17                         | 19-20 жовтня 1940  | 5 U-Boot                        | 12 кораблів та суден потоплено (75069 тонн) і 1 судно пошкоджено (15018 тонн) | немає             |
| HX 84  | 38              | 3                          | 5 листопада 1940   | 1 важкий крейсер «Адмірал Шеєр» | 6 суден потоплено 1 судно пошкоджено допоміжний крейсер затоплений            | немає             |

### 1941
| Конвой | Кількість суден | Кількість кораблів ескорту | Дати атак          | Сили, що атакували                                                       | Втрати конвою                                                                                                   | Втрати нападників                      |
| ------ | --------------- | -------------------------- | ------------------ | ------------------------------------------------------------------------ | --- | -------------------------------------- |
| HG 53  | 21              | 2                          | 8-11 лютого 1941   | 1 важкий крейсер «Адмірал Гіппер» 1 U-Boot 5 бомбардувальників Люфтваффе | 9 суден затоплені (15 218 тонн)                                                                                 | 1 бомбардувальник                      |
| SL 64  | 19              | —                          | 12 лютого 1941     | 1 важкий крейсер «Адмірал Гіппер»                                        | 7 суден затоплені (32 806 тонн) та 2 пошкоджені                                                                 | немає                                  |
| SL 67  | 54              | 8                          | 8 березня 1941     | 2 U-Boot                                                                 | 5 суден затоплені (29 388 тонн)                                                                                 | немає                                  |
| SL 68  | 60              | 10                         | 17-21 березня 1941 | 2 U-Boot                                                                 | 7 суден затоплені (38 006 тонн) та два пошкоджені (39 095 тонн)                                                 | немає                                  |
| HX 112 | 41              | 6                          | 15-17 березня 1941 | 5 U-Boot авіація Люфтваффе                                               | 5 суден затоплені (34 505 тонн) та 2 пошкоджено (15 521 тонна)                                                  | 2 ПЧ затоплені                         |
| HX 115 | 29              | 15                         | 29 березня 1941    | 1 U-Boot                                                                 | 3 судна затоплені (13 032 тонни)                                                                                | немає                                  |
| SC 26  | 23              | 7                          | 2-5 квітня 1941    | 8 U-Boot                                                                 | 10 суден затоплені (51 969 тонн), два пошкоджені (39 095 тонн) 1 військовий корабель пошкоджений                | 1 ПЧ затоплений                        |
| OB 318 | 40              | 19                         | 7-10 травня 1941   | 4 U-Boot                                                                 | 9 суден затоплені (50 985 тонн), два пошкоджені (10 955 тонн)                                                   | 1 ПЧ захоплений 2 субмарини пошкоджені |
| HX 126 | 33              | 22 (1 під час атаки)       | 10-28 травня 1941  | 11 U-Boot                                                                | 9 суден затоплені (51 862 тонни)                                                                                | немає                                  |
| OG 69  | 28              | 17                         | 24-30 липня 1941   | 8 U-Boot 2 італійські ПЧ                                                 | 7 суден затоплені (11 303 тонн) + 2 судна після відокремлення від конвою (14 358 тонн)                          | немає                                  |
| OG 71  | 23              | 13                         | 13-25 серпня 1941  | 8 U-Boot                                                                 | 8 суден затоплені + 2 кораблі ескорту (15 185 тонн)                                                             | немає                                  |
| SC 42  | 65              | 4                          | 9-12 вересня 1941  | 14 U-Boot                                                                | 16 суден затоплені (68 259 тонн) та 4 судна пошкоджені (14 132 тонни)                                           | 2 ПЧ затоплені                         |
| SC 42  | 25              | 16                         | 19-28 вересня 1941 | 5 U-Boot 3 італійські ПЧ                                                 | 10 суден затоплені (25 818 тонн)                                                                                | немає                                  |
| GM 2   | 9               | 27 + 8 ПЧ + 66 літаків     | 25-27 вересня 1941 | 29 бойових кораблів + 11 ПЧ + 130 літаків                                | 1 судно загинуло (12 427 GRT)                                                                                   | 1 ПЧ затоплений та 21 літак            |
| SC 48  | 52              | 18                         | 14-18 жовтня 1941  | 9 U-Boot                                                                 | 9 суден (47 720 тонн) і 2 бойові кораблі затоплені (2 115 тонн), 1 військовий корабель пошкоджений (1 630 тонн) | 1 ПЧ пошкоджений                       |
| HG 76  | 32              | 24                         | 19-23 грудня 1941  | 10 U-Boot                                                                | 2 судна та 2 бойові кораблі затоплені (18 383 тонни)                                                            | 5 ПЧ потоплено                         |

### 1942
| Конвой    | Кількість суден | Кількість кораблів ескорту | Дати атак                  | Сили, що атакували                                                                                   | Втрати конвою | Втрати нападників                                             |
| --------- | --------------- | -------------------------- | -------------------------- | --- | --- | ------------------------------------------------------------- |
| ON 67     | 39              | 6                          | 21-25 лютого 1942          | 6 U-Boot                                                                                             | 9 суден затоплені (54 750 GRT) + 1 танкер (9 551 тонна)                                                                                   | немає                                                         |
| PQ 13     | 19              | 6                          | 28-29 березня 1942         | 9 U-Boot + 3 бойові кораблі + бомбардувальники                                                       | 6 суден затоплені (54 750 GRT) | 1 есмінець затоплений                                         |
| ON 92     | 41              | 6                          | 11-13 травня 1942          | 9 U-Boot                                                                                             | 7 суден загинули (36 284 тонни) та 1 пошкоджений (5 671 тонна)                                                                            | немає                                                         |
| ON 100    | 37              | 5                          | 8-12 червня 1942           | 6 U-Boot                                                                                             | 4 судна та один корвет затоплені (20 478 тонн)                                                                                            | немає                                                         |
| GM 4      | 6               | 35                         | 12-15 червня 1942          | 21 бойовий корабель 39 торпедоносців та 6 бомбардувальників                                          | 4 судна потоплені, 2 есмінці потоплені, 6 кораблів пошкоджено, 1 військовий транспорт пошкоджений                                         | 1 есмінець пошкоджений 29 літаків                             |
| PQ 17     | 33              | 21                         | 1-15 липня 1942            | 11 U-Boot 39 торпедоносців та 6 бомбардувальників                                                    | 24 судна затоплені | 5 літаків                                                     |
| ON 115    | 41              | 6                          | 29 липня-3 серпня 1942     | 13 U-Boot                                                                                            | 3 судна затоплені (21 456 тонн) та одне пошкоджено (17 794 тонн)                                                                          | 1 ПЧ затоплений                                               |
| SC 94     | 35              | 6                          | 5-10 серпня 1942           | 19 U-Boot                                                                                            | 11 суден затоплені (53 421 тонна) та 2 пошкоджені (10 447 тонн)                                                                           | 2 ПЧ затоплені та 2 пошкоджені                                |
| WS.5.21.S | 14              | 45                         | 9-15 серпня 1942           | 41 бойовий корабель, 21 ПЧ (18 італійських та 3 німецьких) та 285 бомбардувальників і 304 винищувачі | 9 суден і 4 бойові кораблі потоплені, 3 бойові кораблів пошкоджені                                                                        | 2 ПЧ затоплені, 3 кораблі пошкоджені та 48–60 літаків знищені |
| ON 122    | 36              | 5                          | 22-25 серпня 1942          | 9 U-Boot                                                                                             | 4 судна затоплені (17 235 тонн) | немає                                                         |
| ON 127    | 32              | 8                          | 9-14 вересня 1942          | 13 U-Boot                                                                                            | 7 суден і 1 корабель затоплені (51 619 тонн) та 7 пошкоджено (64 915 тонн)                                                                | немає                                                         |
| PQ 18     | 40              | 40-50                      | 12-18 вересня 1942         | 12 ПЧ 92 торпедоносці 120 бомбардувальників                                                          | 13 суден потоплені та 4 Sea Hurricane | 4 ПЧ 44 літаки                                                |
| SC 100    | 24              | 21                         | 18-25 вересня 1942         | 17 ПЧ                                                                                                | 5 суден потоплені (26 331 тонна) | немає                                                         |
| QP 14     | 17              | 67                         | 20-22 вересня 1942         | 7 ПЧ                                                                                                 | 6 суден та кораблів потоплені (23 474 тонни)                                                                                              | 1 ПЧ                                                          |
| SC 104    | 48              | 6                          | 12-16 жовтня 1942          | 8 ПЧ                                                                                                 | 8 суден потоплені (44 729 тонн) з 9 десантно-висадковими засобами типу LCM і одним танкодесантним судном типу LCT та 2 есмінці пошкоджені | 2 ПЧ потоплено, 2 ПЧ пошкоджено                               |
| HX 212    | 43              | 8                          | 26-29 жовтня 1942          | 17 ПЧ                                                                                                | 10 суден потоплено (53 082 тонни) та 3 пошкоджено (32 541 тонна)                                                                          | немає                                                         |
| SL 125    | 42              | 8                          | 27-31 жовтня 1942          | 10 ПЧ                                                                                                | 12 суден потоплено (80 005 тонн) та 7 пошкоджено (46 750 тонн)                                                                            | немає                                                         |
| SC 107    | 39              | 8                          | 29 жовтня-4 листопада 1942 | 17 U-Boot                                                                                            | 15 суден потоплено (82 817 тонн) та 4 судна пошкоджено (25 141 тонна)                                                                     | 3 U-Boot потоплено та 1 пошкоджено                            |
| ON 144    | 33              | 5                          | 15-18 листопада 1942       | 10 U-Boot                                                                                            | 5 суден і корабель потоплено (26 321 тонна) та 1 судно пошкоджено (5 432 тонни)                                                           | 1 ПЧ зниклий безвісти                                         |
| ON 153    | 45              | 6                          | 15-21 грудня 1942          | 13 U-Boot                                                                                            | 4 судна потоплено (19 551 тонна) та 1 судно пошкоджено (9 551 тонна)                                                                      | немає                                                         |
| ON 154    | 50              | 6                          | 26-30 грудня 1942          | 20 U-Boot                                                                                            | 16 суден потоплено (69 913 тонн) та 10 суден пошкоджено (57 777 тонн)                                                                     | 1 ПЧ потоплений                                               |
| JW 51B    | 15              | 13                         | 30-31 грудня 1942          | 6 бойових кораблів та 1 U-Boot                                                                       | 1 есмінець, 1 тральщик потоплені та 1 есмінець і один транспорт пошкоджені унаслідок бою                                                  | 1 есмінець потоплений та 1 крейсер пошкоджений унаслідок бою  |

### 1943
| Конвой        | Кількість суден         | Кількість кораблів ескорту | Дати атак               | Сили, що атакували | Втрати конвою | Втрати нападників                  |
| ------------- | ----------------------- | -------------------------- | ----------------------- | ------------------ | --- | ---------------------------------- |
| TM 1          | 9                       | 4                          | 3-12 січня 1943         | 14 U-Boot          | 7 суден затоплені (56 453 тонни) та 2 пошкоджено (15 076 тонн)                                                                                   | 2 U-Boot пошкоджено                |
| SC 118        | 64                      | 11                         | 4-7 лютого 1943         | 20 U-Boot          | 12 суден затоплені (60 056 тонн) та 1 пошкоджено (9 272 тонни)                                                                                   | 3 U-Boot потоплено                 |
| ON 166        | 63                      | 8                          | 21-25 лютого 1943       | 18 U-Boot          | 14 суден затоплені (88 001 тонна) та 7 пошкоджено (47 360 тонн)                                                                                  | 3 U-Boot потоплено                 |
| UC 1          | 33                      | 10                         | 22-25 лютого 1943       | 11 U-Boot          | 3 судна затоплені (26 682 тонни) та 4 пошкоджено (36 356 тонн)                                                                                   | 1 U-Boot потоплений                |
| SC 121        | 59                      | 9                          | 6-10 березня 1943       | 26 U-Boot          | 14 суден затоплені (56 243 тонни) та 1 пошкоджено (3 670 тонн)                                                                                   | 1 U-Boot потоплений                |
| HX 228        | 60                      | 8                          | 10-11 березня 1943      | 19 U-Boot          | 6 суден затоплені (25 806 тонн) та 2 пошкоджені (12 661 тонна)                                                                                   | 2 U-Boot потоплені                 |
| UGS 6         | 45                      | 7                          | 13-18 березня 1943      | 17 U-Boot          | 4 судна затоплені (28 018 тонн) та 1 пошкоджено (7 200 тонн)                                                                                     | 1 U-Boot потоплений                |
| HX 229/SC 122 | 50 (HX 229) 60 (SC 122) | 5 (HX 229) 8 (SC 122)      | 16-19 березня 1943      | 41 U-Boot          | 13 суден затоплено (93 502 тонни) та 3 пошкоджено (20 687 тонн) (HX 229) 9 суден затоплені (53 094 тонни) та 2 пошкоджені (12 368 тонн) (SC 122) | 1 U-Boot потоплений                |
| RS 3          | 9                       | 4                          | 27-29 березня 1943      | 7 U-Boot           | 3 судна затоплено (15 389 тонн) | немає                              |
| HX 231        | 67                      | 19                         | 4-7 квітня 1943         | 11 U-Boot          | 6 суден затоплено (41 494 тонни) та 3 пошкоджено (23 899 тонн)                                                                                   | 2 U-Boot потоплені                 |
| ONS 5         | 42                      | 7                          | 29 квітня-6 травня 1943 | 43 U-Boot          | 13 суден затоплено (61 958 тонн) | 7 U-Boot потоплені та 7 пошкоджено |
| TS 37         | 19                      | 4                          | 30 квітня-1 травня 1943 | 1 U-Boot U-515     | 7 суден затоплено (43 255 тонн) | немає                              |

### 1944
| Конвой | Кількість суден | Кількість кораблів ескорту | Дати атак        | Сили, що атакували | Втрати конвою                                                 | Втрати нападників |
| ------ | --------------- | -------------------------- | ---------------- | ------------------ | ------------------------------------------------------------- | ----------------- |
| JW 56A | 20              | 11                         | 25-26 січня 1944 | 4 U-Boot           | 5 суден затоплені (21 638 тонн) та 2 пошкоджено (8 693 тонни) | немає             |